# Famos (Unternehmen)
Famos war ein Volkseigener Betrieb (VEB) in der DDR, der Werkzeuge und Spielwaren produzierte und insbesondere durch Stempelsätze und ähnliche Produkte bekannt war.

## Geschichte
Im Jahr 1891 entstand das Unternehmen Leipziger Stempelwaren FAMOS GmbH mit Firmensitz in Leipzig. Es wurde 1952 durch Verstaatlichung zum VEB Famos Leipziger Stempelwaren- und Maschinenfabrik. Ein weiteres Werk gab es in Roßwein.
Am 1. Februar 1955 wurde die Wort-Bildmarke unter der Registernummer DD602623 eingetragen. Am 4. Juli 1989 wurde vor der Umwandlung der Werke in eine GmbH der Eintrag gelöscht.
Der Betrieb, der ab 1981 dem Kombinat Spielwaren angehörte, produzierte Stempelwaren aller Art wie Datums- und Ziffernbänderstempel, Datumstempel mit Textplatte, Paginiermaschinen und Metalldatumstempel, Stempeluhren, Stempelkissen, Stempelfarben, Stempelträger, Stempeldosen, Gummitypensortimente (Alphabete, Ziffern für Geschäftszwecke), Vulkanisierpressen für die Gummistempelherstellung, Matrizenpulver, Spielwaren (Gummitypendruckkästen, Stempelspiele, Kinderpostspiele).
Nach der Umwandlung in eine GmbH 1990 wurden alle Arbeiter entlassen und der Betrieb geschlossen. Rückgabeansprüche wurden keine gestellt. Bis November 1993 wurden Teile der sehr vielen kleinen Zweigbetriebe in Plagwitz (Leipzig) im alten Industriegebiet im Westen der Stadt zerstört und abgerissen.

## Wiederbelebung
Im Jahr 2013 wurde unter dem Namen famoswerk ein neues Unternehmen mit Firmensitz in Potsdam gegründet. Famoswerk vertreibt in Anlehnung an das ursprüngliche Famos-Angebot wieder Stempelwaren der alten Motive.